# Hôtel de Chenizot
Hôtel de Chenizot je městský palác v Paříži, který leží na ostrově sv. Ludvíka. Budova je od roku 2002 chráněná jako historická památka.

## Poloha
Palác se nachází ve 4. obvodu na ostrově sv. Ludvíka na adrese 51-53 Rue Saint-Louis-en-l'Île.

## Historie
V roce 1719 palác koupil Jean-François Guyot de Chenizot, který pověřil architekta Pierra Vigné de Vigny, aby ho přestavěl. Tím přibyly na fasádě dekorace a balkón. 
V únoru 1831 došlo k protináboženským nepokojům, při kterých vyhořel arcibiskupský palác u katedrály Notre-Dame.
Následkem toho 11. září 1840 pronajal prefekt jako zástupce státu hôtel Chenizot na devět let (za 12 000 franků ročně) od majitelky Émilie Lafond jako sídlo pařížského arcibiskupa. Když byl arcibiskup Affre smrtelně zraněn na barikádách v červnu 1848, jeho nástupce Sibour v roce 1849 přesídlil do hôtel du Châtelet v Rue de Grenelle.
Dne 19. února 1850 si stát pronajal palác znovu (za 12 850 franků ročně) a umístil zde velitelství 1. četnické legie (departementy Seine, Seine-et-Marne, Seine-et-Oise), která zde zůstala do roku 1862. 
Zahrada byla prodána v roce 1863. V letech 1904–1930 v domě bydlel spisovatel René Guénon. V roce 2002 byl palác zapsán na seznam kulturních památek.